# Dons

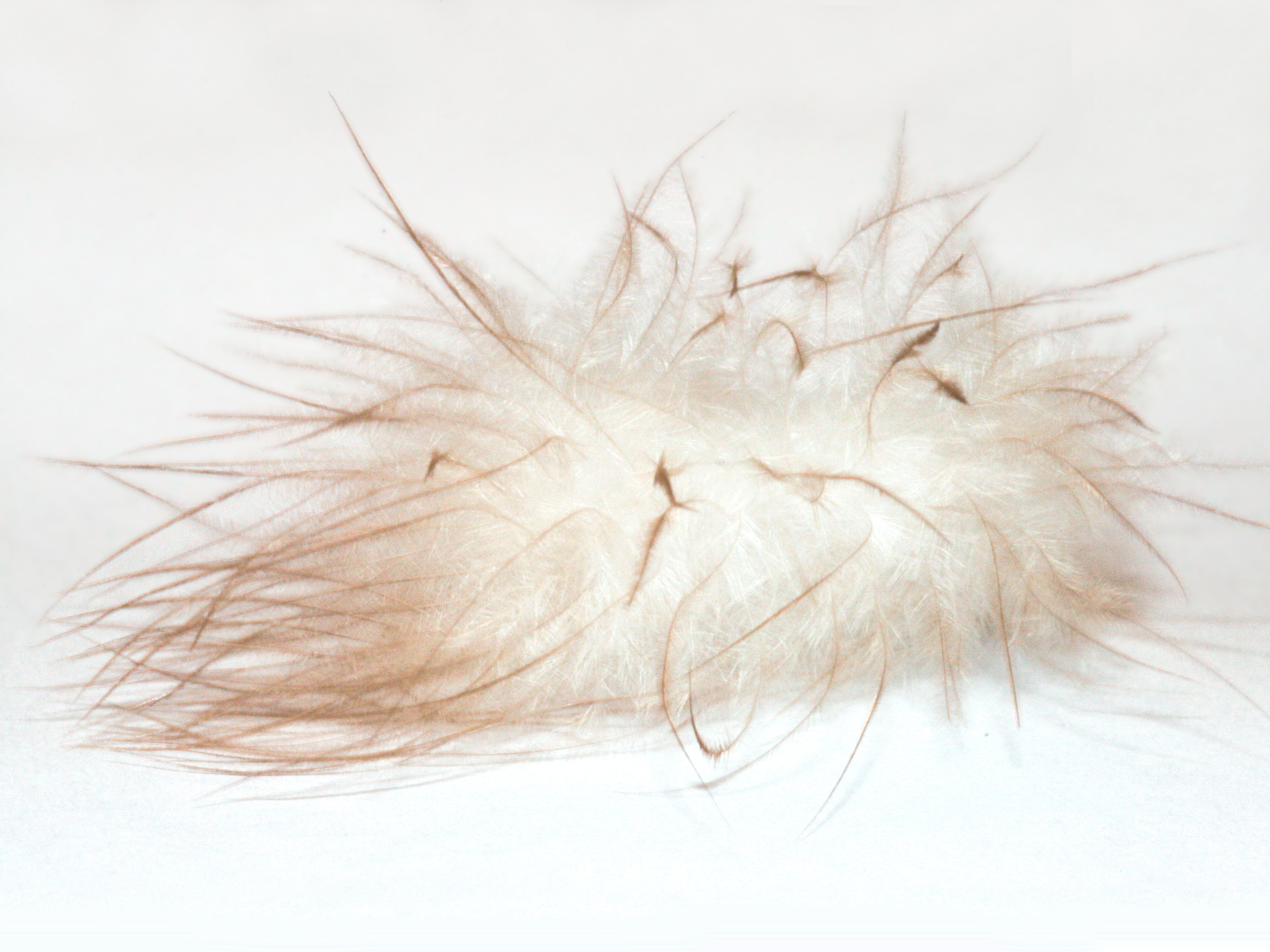
Donsvlok

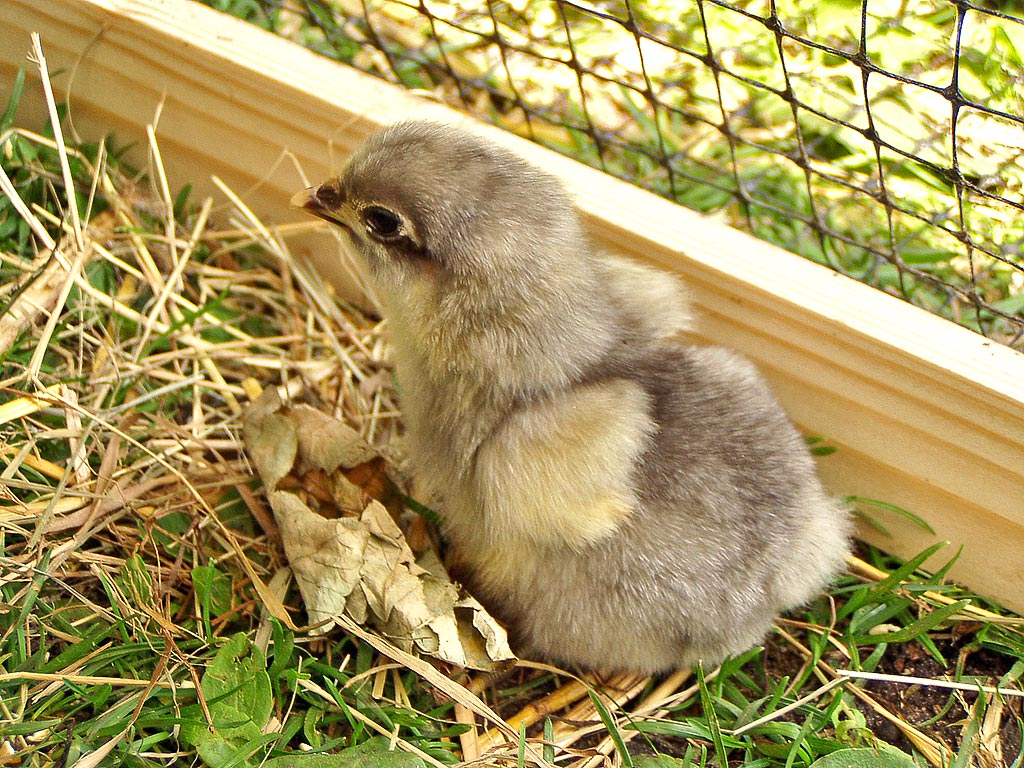
De vacht van een kuiken lijkt uitsluitend uit dons te bestaan maar er is een groot verschil tussen dons en nog niet volgroeide pluimen

Dons (wetenschappelijke naam: Pluma) vormt de onderste laag huidbedekking van watervogels. Een donsvlok lijkt op de witte pluisbol van een rijpe paardenbloem. Het bestaat uit een bijna onzichtbare kern waaraan vele zachte haartjes zijn bevestigd. Aan deze haartjes zitten honderden minuscule weerhaakjes die ervoor zorgen dat alle donsjes in elkaar verweven zijn. Hierdoor vormen zich duizenden kleine luchtkamers die een groot volume warme lucht vasthouden én een barrière vormen tegen de kou van buitenaf. De grootste donsproducerende landen zijn China, Polen en Hongarije.
Dons zit op de borst van de watervogel en is bedoeld als warmte-isolator in het water en om tijdens het broeden de eieren op temperatuur te houden. De donsvlok zelf is veerkrachtig, de kern zal bij los neerleggen de ondergrond nauwelijks raken. De hoge vulkracht geeft dat weinig gewicht nodig is om een bepaald volume te bereiken.
Dons wordt als warmte-isolerend opvulmateriaal gebruikt in producten als jassen, beddengoed, hoofdkussens en slaapzakken. Het materiaal heeft uitstekende thermische eigenschappen. Dons is dan ook als geen andere vulling in staat om lichaamswarmte te isoleren tegen kou van buitenaf. Bovendien heeft dons een hoog vochtregulerend vermogen, waardoor een donzen dekbed niet snel klam aanvoelt.
Dons wordt door sommigen gekenmerkt als een duurzame vulling. De productie zou de laagste impact op het milieu hebben vergeleken met wol en synthetisch. Daarnaast is er door de hoge isolatiewaarde de helft minder vulling nodig dan voor een synthetisch dekbed. Tevens is dons recyclebaar. In tegenstelling tot synthetische dekbedden hoeven donzen dekbedden niet weggegooid te worden bij het restafval. Gerecycled dons is nog duurzamer dan nieuw dons, aangezien er geen nieuwe grondstoffen nodig zijn.
Veel dons komt echter van eenden en ganzen die voor hun vlees worden gehouden. De vleesindustrie heeft een grote impact op het milieu. Bovendien kan een goed dierenwelzijn niet worden gegarandeerd.
Nieuw dons kan op verschillende manieren worden verzameld. Het kan van vogels uit de vleesindustrie komen, maar sommige vogels, vooral ganzen, worden speciaal voor het dons gekweekt en geslacht of verliezen hun dons in de zomer tijdens de rui en maken in de volgende winter weer een dikke donsvacht aan.
70-90 procent van het dons wordt geproduceerd in China. 75-90 procent van het dons is afkomstig van eenden en het overige aandeel is afkomstig van ganzen. Eendendons is altijd een bijproduct van de vleesindustrie en wordt geplukt na de slacht. In Azië en Oost-Europa bestaat het risico dat ganzen levend worden ontdaan van hun dons, het zogenoemde levend plukken. In West-Europa is dit verboden en worden ganzen geplukt nadat ze zijn geslacht. Bedrijven die dons inkopen kunnen dierenwelzijnsrisico’s vermijden of verkleinen door in te kopen uit laag-risicolanden, toepassing van certificeringssystemen, samenwerking in de keten alsmede het kiezen voor alternatieven.
Dons en veren worden voor gebruik grondig gewassen met water en zeep, gedroogd en gesteriliseerd. Vervolgens worden het dons en de veren van elkaar gescheiden in een sorteermachine door middel van lucht. Dons is lichter dan veren. De luchtstroom zorgt ervoor dat het dons zich naar de laatste kamer in de sorteermachine verplaatst en de veren voorin blijven.

## Synthetische alternatieven
Synthetische stoffen zoals thinsulate, thermolite, polarguard en primaloft zijn een alternatief voor het toepassen van dons van dieren.